# Parallelia constricta
Parallelia constricta là một loài bướm đêm trong họ Erebidae.